# Gloriana (opera)
Gloriana, Op. 53, è un'opera in tre atti di Benjamin Britten su un libretto inglese di William Plomer, basato su Elizabeth ed Essex: Una Storia Tragica di Lytton Strachey del 1928.
La prima esecuzione fu presentata al Royal Opera House, Londra, nel 1953 durante le celebrazioni dell'incoronazione di Elisabetta II. Gloriana era il nome dato dal poeta del XVI secolo Edmund Spenser al suo personaggio rappresentante la Regina Elisabetta I nel suo poema  La regina delle fate. Divenne il nome popolare dato ad Elisabetta I. Si narra che le truppe a Tilbury la acclamarono al grido di "Gloriana, Gloriana, Gloriana", dopo la sconfitta dell'Armada spagnola nel 1588.
L'opera descrive il rapporto tra la regina Elisabetta e il conte di Essex, e fu composta per l'incoronazione della regina Elisabetta II nel giugno 1953. Diversi tra il pubblico nella sua serata di gala furono delusi dall'opera, che presenta la prima Elisabetta come simpatica ma imperfetta, con un carattere spinto in gran parte dalla vanità e dal desiderio. La prima fu uno dei pochi fallimenti critici di Britten e l'opera non è stata inclusa nella serie di registrazioni complete Decca dirette dal compositore. Tuttavia, una suite sinfonica estratta dall'opera del compositore (Opus 53a), che comprende le Courtly Dances, è spesso eseguita come un pezzo da concerto.

## Storia delle esecuzioni

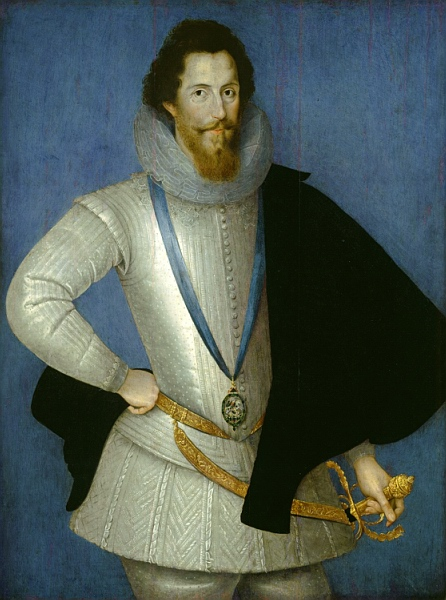
Robert Devereux, II Conte di Essex

Il 22 novembre 1963, il 50º compleanno del compositore, Bryan Fairfax ha diretto un concerto, che è stata la prima esecuzione dell'opera in qualsiasi forma dal momento della sua esecuzione inaugurale nel 1953. Quando la produzione ha fatto un tour nel 1954 a Manchester e Birmingham, Joan Sutherland ha cantato il ruolo di Penelope. La seconda messa in scena di Gloriana è stata intrapresa dalla Sadler's Wells Opera nel 1966 con Sylvia Fisher nel ruolo della protagonista.
Nel 1973, al The Proms di Londra, una versione concerto sotto la direzione di Charles Mackerras fu eseguita e registrata.
Altri undici anni dovevano passare prima che apparisse una registrazione, quella del 1984 sotto Mark Elder dal English National Opera. Questa produzione ha fatto anche un tour per gli Stati Uniti a New York, New Orleans e il Texas. Altre produzioni dell'opera in Gran Bretagna furono intraprese dal Welsh National Opera nel 1992 e da Opera North nel 2002. La Central City Opera (in Colorado) ha presentato la produzione in anteprima nordamericana dell'opera nel 2001, interpretata da Joyce Castle come Elisabetta I. The Opera Theatre di Saint Louis allestì il lavoro nel 2005, con Christine Brewer come Elisabetta I.
La Royal Opera House a Londra presentò un'esecuzione per il 60º anniversario, per celebrare entrambi gli avvenimenti, sia l'anniversario che il centenario della nascita di Britten nel Giugno-Luglio 2013.

## Ruoli
| Ruolo | Tipo voce    | Cast della prima, 8 giugno 1953 (Direttore: John Pritchard (direttore d'orchestra)) |
| --- | ------------ | ----------------------------------------------------------------------------------- |
| Elisabetta I d'Inghilterra | soprano      | Joan Cross                                                                          |
| Robert Devereux, II conte d'Essex | tenore       | Peter Pears                                                                         |
| Frances Walsingham, Contessa d'Essex | mezzosoprano | Monica Sinclair                                                                     |
| Charles Blount, I Conte di Devonshire, Lord Mountjoy                                                                                                 | baritono     | Geraint Evans                                                                       |
| Penelope Blount, (Lady Rich) sorella di Essex | soprano      | Jennifer Vyvyan                                                                     |
| Sir Robert Cecil Segretario del Consiglio | baritono     | Arnold Matters                                                                      |
| Sir Walter Raleigh, Capitano delle Guardie | basso        | Frederick Dalberg                                                                   |
| Henry Cuffe un satellite di Essex | baritono     | Ronald Lewis                                                                        |
| Una Dama di compagnia | soprano      | Adele Leigh                                                                         |
| Un cantastorie cieco | basso        | Inia Te Wiata                                                                       |
| Il Giudice di Norwich | basso        | Michael Langdon                                                                     |
| Una donna di casa | mezzosoprano | Edith Coates                                                                        |
| Lo Spirito del Masque | tenore       | William McAlpine                                                                    |
| Il Maestro di Cerimonie | tenore       | David Tree                                                                          |
| Il banditore cittadino | baritono     | Rhydderch Davies                                                                    |
| Tempo | ballerino    | Desmond Doyle                                                                       |
| Concord | ballerina    | Svetlana Berëzova                                                                   |
| Coro: cittadini, fanciulle onorate, signore e gentiluomini di corte, mediatori, masquers, vecchi, uomini e ragazzi del seguito di Essex, consiglieri |              |                                                                                     |
| Ballerini: Ragazze di campagna, pescatore, ballerini di Morris                                                                                       |              |                                                                                     |
| Attori: paggi, cantastorie di strada, fantasma della regina Elisabetta                                                                               |              |                                                                                     |
| I musicisti sul palco: trombettieri statali, un'orchestra da ballo, pifferi e Tabor, cetra, tamburino                                                |              |                                                                                     |

## Trama
Luogo: Inghilterra
Periodo: Il tardo XVI secolo

### Atto 1
Scena 1: Un torneo
Lord Mountjoy vince un torneo cavalleresco. Robert Devereux, Conte di Essex, provoca Mountjoy a lottare con lui ed è leggermente ferito. La Regina Elizabeth arriva e rimprovera gli uomini per la loro gelosia. Chiede che la frequentino a corte come amici. Mountjoy e Essex fanno la pace e la folla loda Elizabeth
Scena 2: L'appartamento della Regina, Nonsuch Palace
Elizabeth e Cecil discutono la rivalità tra Mountjoy e Essex. Cecil mette in guardia Elizabeth dalla minaccia di un'altra Armada dalla Spagna e la avverte che sarebbe pericoloso mostrare troppo affetto per l'impulsivo Essex. Dopo che Cecil è uscito entra Essex e canta alla regina di tenere la mente sgombra da problemi di politica. Le chiede di lasciarlo andare in Irlanda per contrastare la ribellione guidata dal Conte di Tyrone. Diventa impaziente quando la regina mostra riluttanza e accusa Cecil e Walter Raleigh di complottare contro di lui. Elizabeth lo manda via e prega per avere la forza di governare bene il suo popolo.

### Atto 2
Scena 1: Norwich
La regina, accompagnata da Essex, visita Norwich, e parla con il Giudice di Norwich. Un masque che celebra Tempo e Concordia è dato in suo onore.
Scena 2: La casa di Essex
La sorella di Essex, Lady Penelope Rich si incontra con Mountjoy per una relazione clandestina nel giardino. Essex e sua moglie Frances li raggiungono ed Essex condanna la Regina perché contrasta i suoi piani per andare in Irlanda. Lui, Mountjoy e Lady Rich immaginano di conquistare il potere poiché la regina diventa più vecchia, ma Frances raccomanda prudenza.
Scena 3: Il Palazzo di Whitehall
Un ballo è in corso al Palazzo. Frances, Lady Essex, indossa un abito splendidamente ornato, che è molto ammirato dai membri della corte. La Regina ordinaI ai musicisti di suonare una melodia allegra; i cortigiani danzano una serie di cinque vigorose "Courtly Dances". Le signore si ritirano per cambiare i loro abiti. Lady Essex entra, indossando un abito semplice rispetto a prima e dice a Lady Rich che il suo vestito originale è scomparso. La regina arriva indossando il vestito di Lady Essex, che è troppo corto e stretto per lei. Lei prende in giro Lady Essex e si ritira di nuovo. Mountjoy, Essex e Lady confortano Lady Essex umiliata. Essex esprime la sua rabbia per il comportamento della regina, ma si calma quando Elizabeth ritorna, nei suoi abiti. Lei nomina Essex Lord Deputy d'Irlanda. Ognuno festeggia.

### Atto 3
Scena 1: Nonsuch Palace
Le cameriere della regina chiacchierano sul fallimento di Essex nel controllare la ribellione irlandese. Essex irrompe e insiste nel vedere immediatamente la regina, anche se lei è senza parrucca e in vestaglia. Elizabeth ammette tristemente a Essex che lei è una donna anziana. Lei lo riceve gentilmente ed è inizialmente in sintonia con i suoi guai, ma si spazientisce mentre lui si lamenta dei suoi nemici a corte. Quando lui è andato via, le sue ancelle la vestono e compongono il suo volto. Cecil arriva e la avverte che i ribelli irlandesi e la testa calda Essex entrambi rappresentano una minaccia per il suo regno. Elizabeth ammette che Essex dovrebbe essere tenuto agli arresti domiciliari.
Scena 2: Una strada nella città di Londra
Un cantastorie racconta i tentativi di Essex per incitare la ribellione, mentre i seguaci di Essex cercano di raccogliere le nuove reclute. Un araldo annuncia che Essex è marchiato come traditore, e che chiunque lo sostiene sarà colpevole di tradimento.
Scena 3: Il Palazzo di Whitehall
Essex è stato inviato alla Torre di Londra. Cecil, Raleigh e altri consiglieri cercano di convincere la regina a condannare a morte Essex, ma lei è riluttante. Da sola, ella riflette sulla sua predilezione continuata a lungo per Essex. Lady Essex, Lady Rich e Lord Mountjoy arrivano a chiedere pietà per Essex. La regina tratta Lady Essex gentilmente e la rassicura che lei e i suoi figli non ne risentiranno. Tuttavia, lei si arrabbia quando la fiera Lady Rich insinua che la regina avrebbe bisogno di Essex per governare in modo efficace. Elizabeth si rifiuta di ascoltare ulteriori sollecitazioni e firma la condanna a morte di Essex. Di nuovo sola, riflette sul suo rapporto con Essex e la propria mortalità.

## Edizioni
- Sarah Walker (Queen Elizabeth I), Anthony Rolfe Johnson (Earl of Essex), Jean Rigby (Countess of Essex), Neil Howlett (Lord Mountjoy), Alan Opie (Sir Robert Cecil), Elizabeth Vaughan (Lady Rich), Richard Van Allan (Sir Walter Raleigh), Malcolm Donnelly (Henry Cuffe); English National Opera Coro ed Orchestra; Mark Elder (direttore). Registrazione dal vivo, Londra 1984 (trasmessa anche dalla BBC). Label: ArtHaus Musik DVD[7]
- Josephine Barstow, Philip Langridge, Alan Opie, Jonathan Summers, Willard White, Jenevora Williams, Welsh National Opera Orchestra & Chorus, Charles Mackerras (Argo/Decca) 1993
- 2013 – Orchestra della Royal Opera House, Direttore Paul Daniel, Susan Bullock, Toby Spence, Patricia Bardon, Mark Stone, Kate Royal, Jeremy Carpenter, Clive Bayley, Brindley Sherratt, Gloriana, DVD (x1), Opus Arte/Naxos